# Skyrmione
In fisica delle particelle, lo skyrmione (/ˈskɜrmi.ɒne/) è un'ipotetica particella correlata originariamente con i barioni. Fu descritta da Tony Skyrme e consiste di una superposizione quantica di barioni e stati di risonanza.
Gli skyrmioni, come oggetti topologici, sono importanti anche nella fisica dello stato solido, in particolare nelle tecnologie emergenti della spintronica. Uno skyrmione magnetico bidimensionale, come oggetto topologico, è formato da uno spin effettivo 3D "hedgehog" di una proiezione stereografica, dove lo spin del polo nord positivo è mappato in un cerchio di un disco 2D mentre il polo sud negativo è mappato nel centro del disco.